# هنري إم ليلاند
هنري مارتين ليلاند (بالإنجليزية: Henry M. Leland) (16 فبراير 1843 في فيرمونت - 26 مارس 1932 في ديترويت) كان رجل أعمال سيارات ومؤسس شركتي كاديلاك ولينكون

## سيرة ذاتية

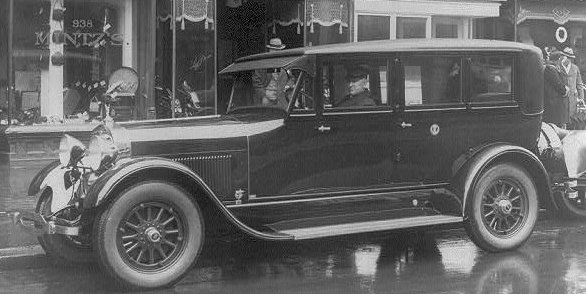
لينكون ، سيارة ليموزين استخدمها الرئيس الأمريكي كالفين كوليدج، في عشرينيات القرن العشرين

الأصغر بين ثمانية أخوة، ولد هنري ليلاند في ولاية فيرمونت في عام 1843. تختلف المصادر بشأن محل الميلاد، حيث تقول مصادر أنه ولد في دانفيل في حين تقول أخرى أنه ولد في بارتون. وقد قضى سنوات حياته الأولى في بارتون. درس الهندسة وعمل الآلات في مصنع في بروفيدنس، رود آيلاند.

## روابط خارجية
- هنري إم ليلاند على موقع الموسوعة البريطانية (الإنجليزية)